# CSS Georgia (1862)
CSS Georgia – rajder marynarki Skonfederowanych Stanów Ameryki, prowadzący działania krążownicze podczas wojny secesyjnej przeciwko statkom i okrętom Unii.

## Budowa i wyposażanie
CSS „Georgia” był budowany w szkockiej stoczni William Denny and Brothers w Dumbarton na zamówienie armatora brytyjskiego jako szybki statek transportowy o nazwie „Japan”. W trakcie budowy został zakupiony przez konfederatów, a po zwodowaniu wyszedł w morze i skierował ku brzegom zachodniej Francji, gdzie pod Morlaix oczekiwał wiozący uzbrojenie parowiec „Alar”.
Okręt miał całkowicie żelazny kadłub. W związku z tym, że nie znano jeszcze sposobu zabezpieczania przed obrastaniem skorupiakami i wodorostami przez pokrywanie farbami poszycia w strefie podwodnej, nie nadawał się do długich rajdów bez częstego osuszania i oczyszczania poszycia w suchych dokach. Dowiodła tego pierwsza, dość krótka wyprawa. Stoczniowcy w Wielkiej Brytanii byli zainteresowani nowym sposobem budowy kadłubów i o nowy statek kryty drewnem (które można było pokryć znacznie odporniejszą na obrastanie miedzią) było bardzo trudno. 

## Rajd
Po zamontowaniu dział i pozostałego uzbrojenia zmieniono oficjalnie nazwę na „Georgia” i wciągnięto na maszt banderę CS Navy. W tym samym czasie dowódcą został kmd. William L. Maury. Rozkazy – jak dla każdego rajdera – były jasne: polować na statki i okręty Unii na dowolnych akwenach. 
Opuściwszy wody francuskie „Georgia” udała się poprzez Atlantyk ku wybrzeżom Brazylii, do Salvador de Bahia (gdzie bunkrowała), skąd skierowała się ponownie na wschód, do Simon's Bay w Kraju Przylądkowym, dokąd dotarła 16 sierpnia. Stamtąd rajder popłynął na północ, zagarniając po drodze dziewięć pryzów (część zatopił, a część zwolnił po pobraniu okupu – były to jedyne jego sukcesy), aż 28 października zawinął do stoczni w Cherbourgu. Tam w czasie trwającego do końca stycznia 1864 roku remontu, zdecydowano się na przekazanie uzbrojenia na CSS „Rappahannock”, ale nigdy do tego nie doszło.

## Koniec kariery
Po opuszczeniu stoczni okręt został zakotwiczony 3 mile na południe od portu w Bordeaux, a 2 maja został skierowany do Liverpoolu, gdzie kupił go armator brytyjski. Amerykański poseł w Londynie złożył oficjalny protest (bez skutku) i statek – tym razem w czarterze portugalskim – wyszedł w morze 11 sierpnia, ale już w cztery dni później, u wybrzeży portugalskich, został zatrzymany do kontroli przez fregatę Unii USS „Niagara” i aresztowany pod pozorem braków w dokumentach.
Były rajder został odprowadzony do Bostonu i sprzedany jako pełnoprawny łup wojenny prywatnemu armatorowi. Statek, teraz jako handlowy SS „Georgia”, został zarejestrowany Bedford 15 sierpnia 1865 roku. Przerejestrowano go ponownie w Kanadzie w roku 1870, a w pięć lat później zatopiono u wybrzeży Maine.